# Кокеріль-Угре-Провіданс і Есперанс-Лонгдо
Кокеріль-Угре-Провіданс і Есперанс-Лонгдо (фр. Société anonyme Cockerill-Ougrée-Providence et Espérance Longdoz) — найбільша металургійна компанія Бельгії 1970-х років і п'ята у Європейській економічній спільноті того часу з виробництвом сталі до 7 млн т. на рік. Була заснована 1970 року шляхом злиття 2 основних металургійних груп країни — «Кокеріль-Угре-Провіданс» і «Есперанс-Лонгдо» у одну компанію. Компанія проіснувала до 1981 року, коли об'єдналась з компанією «Ено-Самбр», внаслідок чого було утворено компанію «Кокеріль-Самбр».

## Історія
Компанію було засновано у 1970 році злиттям «Кокеріль-Угре-Провіданс» і «Есперанс-Лонгдо». Валова вартість підприємств і обладнання нової об'єднаної компанії становила біля 640 млн доларів США. Штаб-квартира компанії розміщувалася у Льєжі, однак різноманітні виробничі потужності компанії — металургійні заводи, дротові і сортопрокатні стани, механічні цехи і цехи металоконструкцій, корабельні, кар'єри, випалювальні печі були розкидяні по всій Бельгії і північній Франції. Робоча сила компанії складалася з 40000 робітників.
1975 року компанія продала 25 % своєї частки акцій у «Sidmar» люксембурзькій компанії «Arbed». У 1979 році компанія продала активи компанії «Провіданс». У 1981 році компанія об'єдналась з компанією «Ено-Самбр», внаслідок чого було утворено компанію «Кокеріль-Самбр».

## Виноски
1. 1 2  Fusulier, Bernard; Vandewattyne, Jean; Lomba, Cédric (2003). Kaléidoscope d'une modernisation industrielle. Usinor-Cockrill Sambre-Arcelor. Presses univ. de Louvain. ISBN 9782930344126. p. 61. (фр.)
2. ↑  Т. Белоус. Международные промышленные монополии. — М.: Мысль. — 1972. — 277 с. — С. 40. (рос.)
3. ↑  Belgium. // Mineral Trade Notes, Volume 67, № 11. Pages 28 — 29. (англ.)